# العلاقات الكاميرونية السلوفاكية
العلاقات الكاميرونية السلوفاكية هي العلاقات الثنائية التي تجمع بين الكاميرون وسلوفاكيا.

## مقارنة بين البلدين
هذه مقارنة عامة ومرجعية للدولتين:
| وجه المقارنة                                              | الكاميرون                      | سلوفاكيا                                                       |
| --------------------------------------------------------- | ------------------------------ | -------------------------------------------------------------- |
| المساحة (كم2)                                             | 475.44 ألف                     | 49.03 ألف                                                      |
| عدد السكان (نسمة)                                         | 24.05 مليون                    | 5.44 مليون                                                     |
| الكثافة السكانية (ن./كم²)                                 | 50.58                          | 110.95                                                         |
| العاصمة                                                   | ياوندي                         | براتيسلافا                                                     |
| اللغة الرسمية                                             | لغة فرنسية، لغة إنجليزية       | اللغة السلوفاكية                                               |
| العملة                                                    | فرنك وسط أفريقي                | كرونة سلوفاكية، يورو                                           |
| الناتج المحلي الإجمالي (بليون دولار)                      | 34.80 مليار                    | 95.77 مليار                                                    |
| الناتج المحلي الإجمالي (تعادل القوة الشرائية) بليون دولار | 72.72 مليار                    | 162.34 مليار                                                   |
| الناتج المحلي الإجمالي الاسمي للفرد دولار أمريكي          | 1.22 ألف                       | 16.09 ألف                                                      |
| الناتج المحلي الإجمالي للفرد دولار أمريكي                 | 2.97 ألف                       | 30.46 ألف                                                      |
| مؤشر التنمية البشرية                                      | 0.512                          | 0.844                                                          |
| رمز المكالمات الدولي                                      | +237                           | +421                                                           |
| رمز الإنترنت                                              | .cm                            | .sk                                                            |
| المنطقة الزمنية                                           | توقيت غرب أفريقيا، ت ع م+01:00 | توقيت وسط أوروبا، ت ع م+01:00، ت ع م+02:00، أوروبا/براتيسلافا ‏ |

## منظمات دولية مشتركة
يشترك البلدان في عضوية مجموعة من المنظمات الدولية، منها:
| علم المنظمة | اسم المنظمة                               | تاريخ انضمام الكاميرون | تاريخ انضمام سلوفاكيا |
| ----------- | ----------------------------------------- | ---------------------- | --------------------- |
|             | مؤسسة التنمية الدولية                     | 10 أبريل 1964          | 1993                  |
|             | يونسكو                                    | 11 نوفمبر 1960         | 9 فبراير 1993         |
|             | وكالة ضمان الاستثمار متعدد الأطراف        | 7 أكتوبر 1988          | 1993                  |
|             | الأمم المتحدة                             | 20 سبتمبر 1960         | 19 يناير 1993         |
|             | الفريق المعني برصد الأرض                  | ?                      | ?                     |
|             | الاتحاد البريدي العالمي                   | ?                      | ?                     |
|             | البنك الدولي للإنشاء والتعمير             | 10 يوليو 1963          | 1993                  |
|             | الاتحاد الدولي للاتصالات                  | 22 ديسمبر 1960         | 23 فبراير 1993        |
|             | منظمة حظر الأسلحة الكيميائية              | ?                      | ?                     |
|             | مؤسسة التمويل الدولية                     | 1 أكتوبر 1974          | 1993                  |
|             | المركز الدولي لتسوية المنازعات الاستشارية | 2 فبراير 1967          | 26 يونيو 1994         |
|             | منظمة التجارة العالمية                    | ?                      | ?                     |
|             | منظمة الشرطة الجنائية الدولية             | ?                      | ?                     |

## وصلات خارجية
- موقع وزارة الخارجية الكاميرونية
- موقع وزارة الخارجية السلوفاكية